# Grimming
De Grimming is een geïsoleerde berg die tot het Oostenrijkse Dachsteinmassief wordt gerekend. De berg is 2351 meter hoog en door zijn geïsoleerde ligging een van de weinige ultra-prominente bergen in de Alpen.
De berg bestaat voornamelijk uit "Dachstein"-kalksteen uit het Trias.